# Vasaloppet 1930
Vasaloppet 1930 avgjordes söndagen 2 mars 1930 där Verner Lundström segrade på den näst långsammaste segrartiden 6:56:30. 
90 löpare var anmälda varav 80 kom till start och 47 gick i mål.

## Loppet
Minusgrader i starten men det blev snart plusgrader och dåligt med snö gjorde att åkarna fick åka i grus och vatten trots att man i Mora hade kört ut extra snö där det var 12 grader varmt vid målgång.
Verner Lundström från Arvidsjaurs If vann på tiden 6:56:30 och bekransades av kranskullan Ethel Eriksson där 15 000 personer var på plats vid målet.

## Resultat
| Plac | Namn             | Klubb          | Tid     |
| ---- | ---------------- | -------------- | ------- |
| 1    | Verner Lundström | Arvidsjaurs IF | 6:56:30 |
| 2    | Gustav Jonsson   | Husums If      | 6:58:20 |
| 3    | John Bonander    | Säters If      | 7:03:14 |
| 4    | Algon Stoltz     | Bodens Bk      | 7:06:22 |
| 5    | Hj Bergström     | Sandv Ik       | 7:10:49 |
| 6    | John Wikström    | If Thor        | 7:15:21 |
| 7    | Anders Ström     | Ifk Mora       | 7:21:31 |
| 8    | Helge Wikström   | Sk Fyrishof    | 7:25:36 |
| 9    | Johan Ström      | Ifk Mora       | 7:37:47 |
| 10   | Artur Häggblad   | Ifk Umeå       | 7:39:48 |